# Hopferau
Hopferau là một đô thị ở Ostallgäu bang Bayern thuộc nước Đức.